# Соборна площа (Мелітополь)
Соборна площа — площа в історичному центрі Мелітополя на перетині вулиць Олександра Невського та Університетської. Через площу проходить автодорога М-14 «Одеса — Мелітополь — Новоазовськ».

## Історія
Найперша знайдена згадка про площу припадає на 10 травня 1895 року. Тоді площа мала назву Базарна. На початку XX століття вона була місцем жвавої торгівлі: на ній було 77 торгових лавок, 26 з яких належали караїмам. На Базарній площі знаходився артезіанський колодязь, від якого йшов водопровід, що забезпечував водою третину Мелітополя. 
1889 року почалися роботи зі замощення Базарної площі. 
1899 року на площі збудували собор Олександра Невського, зруйнований 1936 року. 
1914 року міська управа розпочала будівництво міської санітарної станції на Базарній площі. 
25 жовтня 1921 року, вже на першій післяреволюційній хвилі перейменувань, Базарну площу перейменовали на площу Революції. 
1 червня 1926 року міська станція Південних залізниць та Кримвідділа перейшла у нове приміщення на площі Революції — в будинку колишньої Народної Аудиторії. 
16 січня 1969 року виконкомом міськради затвердив акт на будівництво громадського туалету на площі Революції. 
2016 року, виконуючи закон про декомунізацію України, площу перейменували в Соборну. 

## Сучасність
Торговельне значення площі зберігається і дотепер: на площі знаходиться вхід на Центральний Ринок, який тепер займає цілий квартал. На фундаменті зруйнованого собору побудований критий павільйон Центрального Ринку. У будинку, побудованому 1907 року як «будинок для народних читань» при соборі, знаходиться Автостанція № 2, і всю Соборну площу використовують для відстою приміських автобусів та посадки пасажирів. 